# Rogeria blanda
Rogeria blanda é uma espécie de formiga do gênero Rogeria, pertencente à subfamília Myrmicinae.